# Carl A. Spaatz

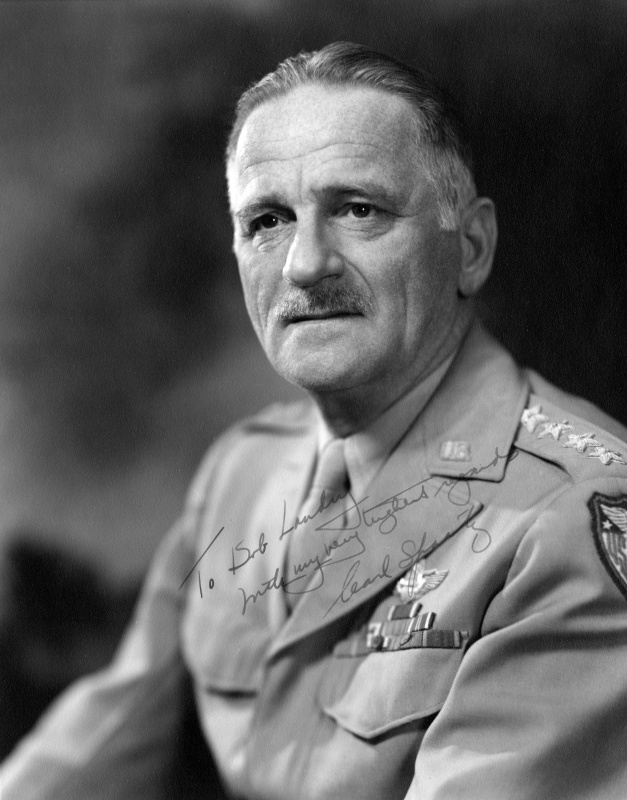
Carl Spaatz

Carl Andrew „Tooey“ Spaatz (* 28. Juni 1891 in Boyertown, Berks County, Pennsylvania; † 14. Juli 1974 in Washington, District of Columbia) war ein 4-Sterne-General der US Air Force und von 1947 bis 1948 deren erster Chief of Staff. Er diente während des Zweiten Weltkrieges u. a. als oberster Kommandeur bei der Alliierten Invasion in Italien, der Invasion in der Normandie und im Pazifikkrieg sowie bei der Bombardierung der deutschen Militär- und Industrieanlagen. Er gab die Einsatzbefehle für die Atombombenabwürfe auf Hiroshima und Nagasaki. Er ist der einzige General, der sowohl bei der Unterzeichnung der Kapitulation der Wehrmacht in Reims und Berlin und bei der Kapitulation der italienischen Armee, als auch bei der Unterzeichnung der Kapitulation Japans auf der Missouri in der Bucht von Tokio anwesend war.

## Herkunft, Ausbildung und Beginn der militärischen Laufbahn
Spaatz wurde als Carl Andrew Spatz als Nachfahre deutscher Einwanderer geboren. 1937 fügte er seinem Namen zur besseren Aussprache ein zweites „a“ hinzu (statt im Englischen spats oder spots nun wie das „a“ in father gesprochen).
Er besuchte die US Military Academy in West Point und schloss diese 1914 ab. Nach einem kurzen Dienst in der Infanterie wechselte er im Oktober 1915 zur Aviation Section des US Army Signal Corps. Dort diente er 1916 unter General John J. Pershing in der First Aero Squadron während der Mexikanischen Expedition. Im Juli 1916 wurde er First Lieutenant und im Mai 1917 Captain.

## Erster Weltkrieg
Spaatz kommandierte im Ersten Weltkrieg die 31st Aero Squadron und leitete die Ausbildung der American Aviation School in Issoudun, Frankreich. Gegen Kriegsende wurde ihm für drei Abschüsse und seinen Einsatz bei der 13th Aero Squadron das Distinguished Service Cross (DSC) verliehen. Im Juni 1918 wurde er dann zum Brevet-Major befördert. Sein Assistent wurde Captain (später Generalmajor) Charles Willoughby.

## Zwischenkriegsjahre
Ab Februar 1920 trug er wieder den Rang eines Captain, bevor er dann endgültig im Juli den Rang eines Majors erhielt. Zwischen dem 1. und 7. Januar 1929 stellte er einen Flugrekord auf, als er gemeinsam mit Captain Ira Eaker die Versuchsmaschine Question Mark 150 Stunden in der Umgebung von Los Angeles in der Luft hielt. Ab August 1935 besuchte er einen Lehrgang an der Stabsschule (Command and General Staff College) Fort Leavenworth in Kansas, den er im Juni 1936 abschloss. Im September 1935 wurde er zum Lieutenant Colonel befördert.

## Zweiter Weltkrieg

### Schwerpunkt ist die Luftkriegsführung
Im Zweiten Weltkrieg arbeitete er im Stab unter Generalmajor Henry H. Arnold in Europa. Zunächst wurde er, nunmehr im temporären Rang eines Obersts, im November 1939 als Beobachter des Army Air Corps nach England gesandt. Ab Mai 1942 war er Kommandeur der 8th Air Force und damit Leiter des Einsatzes der US-Luftstreitkräfte auf dem europäischen Kriegsschauplatz. Sie bestand zu einem Großteil aus Langstreckenbombern vom Typ Boeing B-17, den Fliegenden Festungen (Flying Fortress), von denen im Krieg über 12.000 gebaut wurden. Im Dezember 1942 wurde er Kommandeur der 12th Air Force in Nordafrika und im Februar 1943 Kommandeur aller alliierten Luftflotten in Nordafrika (Northwest African Air Forces). Später wurde er stellvertretender Oberbefehlshaber des Mediterranean Air Command unter Arthur Tedder. Im Januar 1944 übernahm er den Befehl über die United States Strategic Air Forces in Europe, mit den Kommandeuren der 8th Air Force (stationiert in England) Generalleutnant Jimmy Doolittle und der 15th Air Force (stationiert in Italien) Generalleutnant Nathan F. Twining unter sich. Er war u. a. für die Langstreckenbomber verantwortlich, die im Rahmen der Combined Bomber Offensive den deutschen Nachschub und die Kriegsproduktion stören und nach Möglichkeit zerstören sollten. Ab Juli 1945 führte er von Guam aus im Rang eines Generals die United States Strategic Air Forces in the Pacific, die strategische Bombardierung Japans, die schließlich in den Atombombenabwürfen auf Hiroshima und Nagasaki gipfelte.

### Bewertungen seiner Entscheidungen
Seine strategischen Entscheidungen sind nicht unumstritten gewesen. Er bestand gegen Einwände der Engländer auf Tagesangriffen der amerikanischen Bomberflotte gegen die deutschen Ziele auch zum Preis höherer eigener Verluste, um die Angriffe gemeinsam mit der Royal Air Force stärker bündeln zu können. Entgegen der offiziellen allgemeinen Order, vor allem deutsche Nachschublinien anzugreifen, bestand er darauf, die deutsche Ölproduktion direkt anzugreifen und ließ die rumänischen Ölfelder und die deutschen Hydrierwerke bombardieren.
Die Zielsetzung der beiden Atombombenabwürfe hat er voll mitgetragen.

## Nachkriegszeit
Im Juli 1945 nominierte ihn Präsident Truman für die permanente Beförderung zum General. Im Februar 1946 wurde er Commanding General of the Army Air Forces bzw. dort nach deren Umgruppierung erster Chief of Staff der 1947 geschaffenen US Air Force. Im Juni 1948 ging er im Rang eines Generals in den Ruhestand. Danach war er u. a. von 1952 bis zu seinem Tod 1974 im Beratungsgremium des Generalstabs der US Air Force und bis 1961 der für militärische Fragen zuständige Herausgeber von Newsweek.
Er war verheiratet und hatte Töchter.
Spaatz wurde auf dem Friedhof der United States Air Force Academy in Colorado Springs, Colorado beerdigt.

## Auszeichnungen
Auswahl der Dekorationen, sortiert in Anlehnung der Order of Precedence of the Military Awards:
- Distinguished Service Cross
- Army Distinguished Service Medal
- Legion of Merit
- Distinguished Flying Cross
- Bronze Star
- Air Medal
- Großkreuz des belgischen Kronenordens mit Palme
- Großoffizier der französischen Ehrenlegion
- Knight Grand Cross of the Order of the British Empire
- Großoffizier des Ordens von Oranien-Nassau
- Großkreuz des norwegischen Sankt-Olav-Ordens
- Kommandeurskreuz mit Stern des Ordens der Wiedergeburt Polens
- Sowjetischer Suworoworden 2. Klasse

Dwight D. Eisenhower sagte über Carl Spaatz, dass Carl Spaatz und Omar N. Bradley die zwei US-amerikanischen Generäle seien, die am meisten zum Sieg in Europa beitrugen.
1967 wurde er in die National Aviation Hall of Fame aufgenommen.
Der heute höchste Preis für die Civil Air Patrol's Kadetten ist der General Carl A. Spaatz Award. Carl A. Spaatz Field wurde der Flugplatz in Reading (Pennsylvania) genannt. Dort gibt es das Mid-Atlantic Air Museum. Zudem sind das Carl A. Spaatz Center der Air University und die antarktische Spaatz-Insel nach ihm benannt.